# 몬 디
몬 디(버마어: မုန့်တီ)는 미얀마의 쌀국수 요리이다. 몬의 일종이며, 지역에 따라 여러 가지 방법으로 만들어 먹는다.

## 종류

### 라카인 몬 디
라카인 몬 디(ရခိုင်မုန့်တီ)는 라카인족의 전통 음식으로, 라카인주에서 주로 먹는다. 얇은 쌀국수인 몬 팟을 쓰며, 국물국수나 비빔국수로 먹는다. 국물국수로 먹을 때는 응아삐와 레몬그래스를 넣어 만든 갯장어 육수에 쌀국수를 말아 먹는다. 구운 갯장어를 말려 부스러트린 것, 튀긴 양파와 마늘, 고수, 고추 페이스트 등을 넣어 내며, 칼고기나 돼지 껍질을 곁들이기도 한다. 비빔 국수로 먹을 때는 같은 재료를 국물 없이 비벼 먹는다.

### 만달레 몬 디
바다생선을 넣어 만드는 라카인 몬 디와 달리, 만달레 몬 디(မန္တလေးမုန့်တီ)는 고기를 넣어 만든다. 쌀국수도 라카인 몬 디에 쓰는 것에 비해 훨씬 두꺼우며, 주로 비빔 국수로 먹는다. 고기를 소스를 국수와 비벼 먹는데, 여러 가지 콩가루를 넣기도 하며 향을 입힌 기름를 이용해 맛을 낸다.

## 같이 보기
- 몬 힝가